# Simon Ammann
Simon Ammann (født 25. juni 1981 i Grabs, Schweiz) er en schweizisk skihopper, og firedobbelt olympisk guldvinder.

## Resultater
Ammann står noteret for tre OL-guldmedaljer. Han vandt både den normale og store bakke ved 2002-legene i Salt Lake City, og sikrede sig også ved OL i Vancouver i 2010 guldet på både normal og stor bakke. Han blev desuden verdensmester på stor bakke i 2007 i japanske Sapporo.